# 上海世茂国際広場
上海世茂国際広場（シャンハイせいもこくさいひろば、Shimao International Plaza, 上海世茂国际广场, 拼音: shànghǎi shìmào	guójì guǎngcháng）は、中華人民共和国上海市黄浦区南京東路789（人民広場の北東角）に位置する超高層ビル。上海環球金融中心、ジンマオタワーに次ぐ上海第3位の超高層ビルであり、黄浦江の西側（浦西）では一番高いビルで、タワー棟の頂上の2本の尖塔までの高さが333.3メートルとなる。
不動産開発業者の世茂集団が2001年にもとの開発業者であるWan Xiang Group からビルを買収し、上海世茂国際広場と改名した。ビルは2002年7月に本格的な工事が始まり、2004年10月18日に棟上げが行われ、2004年12月に第1期となるショッピングセンターが開業した。2006年9月にはホテルが試験営業を開始し、12月上旬に正式開業した。2007年1月に竣工し、第2期のショッピングセンターが2007年5月末に開業している。合わせて30億人民元が建設に投じられた。
総建築面積は170,000平方メートルで、タワー棟と低層棟および公共に開放された広場からなる。タワー棟は60階建て、低層棟は高さ10階建てで広場部分は2,000平方メートル近い。タワー棟の下部はオフィスで、高層部分は五つ星ホテルの上海康莱德酒店（コンラッド上海）が入居し、客室数は728室となる。低層棟には大型ショッピングセンターである百聯世茂国際広場がある。

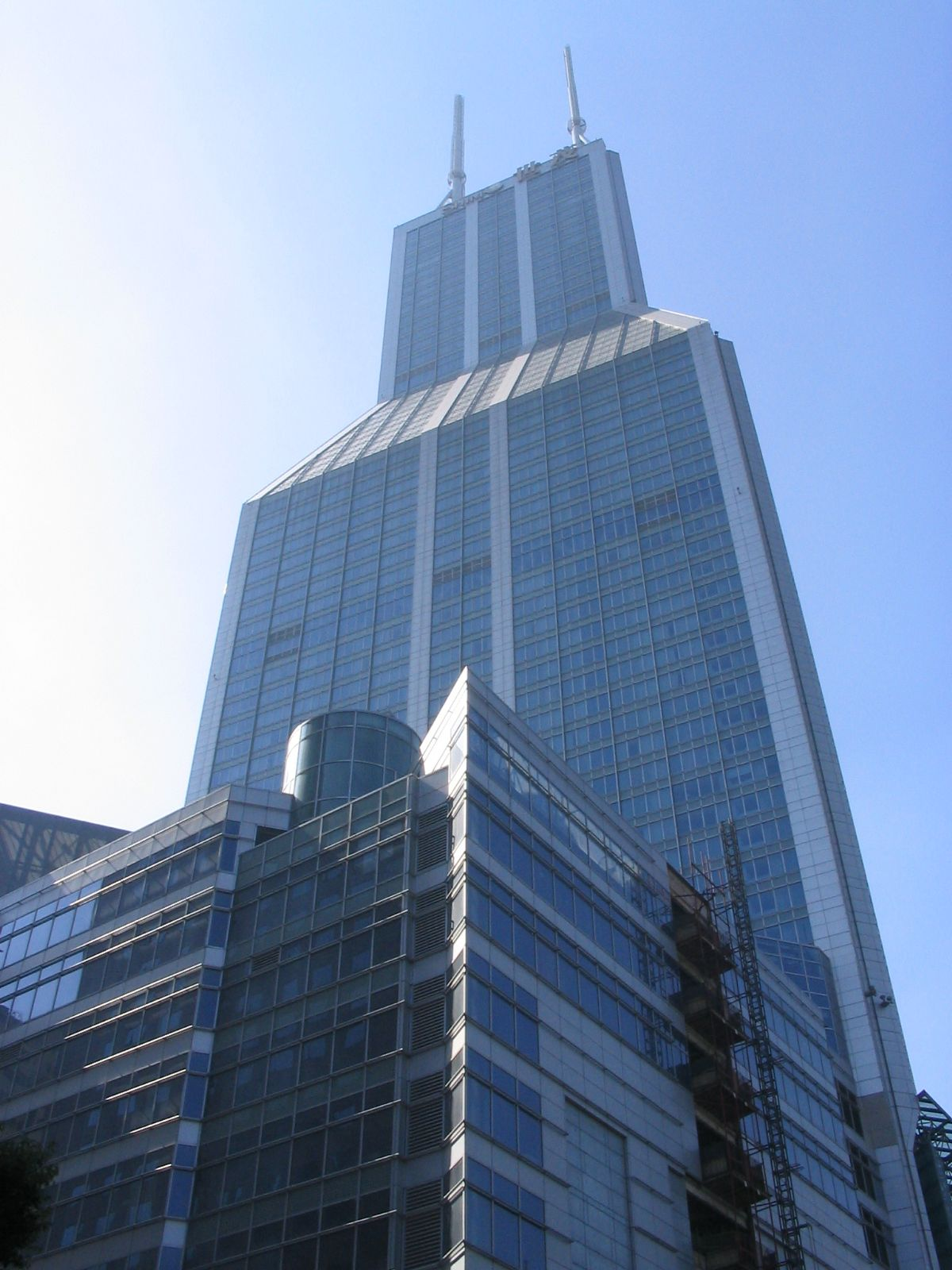
東側のファサード
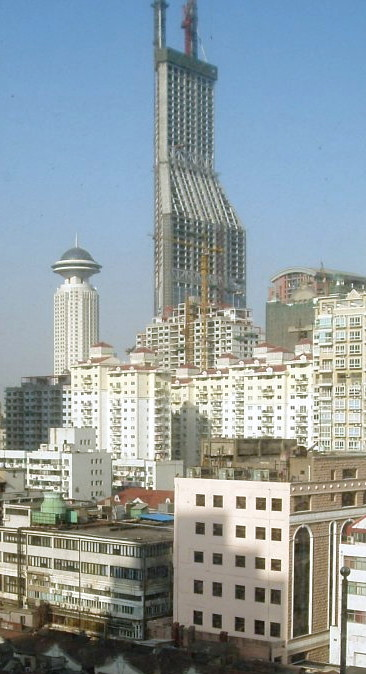
建設中の風景（2005年1月）